# 藤原玄上
藤原 玄上（ふじわら の はるうら/はるかみ/くろかみ）は、平安時代前期から中期にかけての公卿。藤原南家巨勢麻呂流、中納言・藤原諸葛の五男。官位は従三位・参議。

## 経歴
刑部丞・蔵人を経て、寛平2年（890年）備前権介に転じると、のち上総介次いで権守と宇多朝後半は地方官を歴任し、この間の寛平5年（893年）従五位下に叙爵している。
宇多朝末の寛平9年（897年）に中務少輔として京官に復帰すると、延喜4年（904年）従五位上、延喜9年（909年）に正五位下、延喜11年（911年）に従四位下と醍醐朝前半に順調に昇進を果たす。近衛中将を経て、延喜19年（919年）参議・刑部卿に任じられ公卿に列す。その後は長く議政官として刑部卿を兼帯し、この間の延長2年（924年）正四位下に叙せられている。
朱雀朝の承平2年（932年）従三位に昇進するが、翌承平3年（933年）正月21日薨去。享年78。最終官位は参議従三位行刑部卿。

## 人物
管絃に優れ、琵琶の名手であったとされる。また、琵琶の名器として伝承が伝わる「玄上（玄象）」は、玄上の持物であったという。

## 官歴
『公卿補任』の記載に従う。
- 時期不詳：上野少掾
- 元慶7年（883年） 2月：刑部少丞
- 仁和2年（886年） 正月16日[2]：刑部大丞
- 仁和4年（888年） 12月15日[3]：蔵人
- 寛平2年（890年） 正月28日[4]：木工権助。3月9日[5]：木工助。4月23日[6]：備前権介
- 寛平5年（893年） 正月21日[7]：従五位下（内宴。蔵人）
- 寛平6年（894年） 9月13日[8]：下総介
- 寛平7年（895年） 8月16日[9]：下総権守
- 寛平9年（897年） 正月25日[10]：中務少輔
- 昌泰2年（899年） 正月11日[11]：少納言
- 昌泰4年（901年） 正月3日[12]：昇殿
- 延喜3年（903年） 正月11日[7]：兼大和介
- 延喜4年（904年） 正月7日[13]：従五位上
- 延喜5年（905年） 正月11日[14]：兼播磨権介
- 延喜9年（906年） 正月7日[15]：正五位下
- 延喜11年（911年） 正月7日[16]：従四位下。7月20日[17]：昇殿如元。
- 延喜12年（912年） 2月15日[18]：右馬頭
- 延喜13年（913年） 4月15日[19]：右近衛中将
- 延喜14年（914年） 正月13日[20]：兼伊予権守。9月7日[21]：中使として藤原忠平に派遣[22]。
- 延喜16年（916年） 正月：兼近江権介。3月28日[23]：左近衛権中将。
- 延喜17年（917年） 正月7日[24]：従四位上。
- 延喜19年（919年） 正月28日[25]：参議。6月3日[26]：兼刑部卿
- 延喜20年（920年） 正月30日[27]：兼近江権守
- 延喜23年（923年） 4月29日[28]：兼播磨権守
- 延長2年（924年） 正月7日[29]：正四位下。2月1日[30]：止播磨権守
- 延長3年（925年） 正月30日[31]：兼讃岐守
- 延長5年（927年） 正月12日[32]：兼近江守
- 延長9年（931年） 日付不詳：止近江守
- 承平2年（932年） 正月7日[33]：正三位。正月21日[34]：兼美濃守
- 承平3年（933年） 正月21日[35]：薨去

## 系譜
- 父：藤原諸葛
- 母：百済王勝義の娘
- 妻：安倍氏の娘
  - 男子：藤原輔仁
- 生母不詳
  - 女子：保明親王御息所、のち藤原敦忠・藤原文範室[36]
  - 女子：式明親王室
  - 女子：源忠幹室